# Кох, Людвиг
Людвиг Кох (нем. Ludwig Konrad Albert Koch, 1850—1938 или 1937) — немецкий ботаник.

## Биография
Родился 27 января 1850 г. в Дармштадте (Гессен). Отец — Иоганн Якоб Кох (1805—1886), адвокат. Мать — Доротея Вильгельмина Шиллинг (1827—1907). В 1870—1874 годах учился в Дармштадтской политехнической школе (будущий Дармштадтский технический университет). В августе 1874 гада получил степень доктора философии. С 1875 года ассистент Ботанического института в Гейдельберге. В 1877—1882 годах доцент Института физиологии растений Королевской сельскохозяйственной высшей школы в Проскау (будущая Сельскохозяйственная высшая школа Берлина, Landwirtschaftliche Hochschule Berlin. С 1882 года профессор ботаники в Гейдельбергском университете. Умер в Гейдельберге 18 мая 1938 года.